# Бондарь, Александр Васильевич
Алекса́ндр Васи́льевич Бо́ндарь (6 сентября 1952, Липовец — 20 ноября 2021, Москва) — бригадир комсомольско-молодёжной бригады монтёров пути СМП-581 треста «Нижнеангарсктрансстрой», Герой Социалистического Труда. Бригада А. В. Бондаря совместно с бригадой И. Н. Варшавского принимала участие в укладке 29 сентября 1984 года «золотого звена» на разъезде Балбухта в Читинской области, открыв тем самым сквозное движение по всему БАМу — от Байкала до Амура.

## Биография
Александр Васильевич Бондарь родился 6 сентября 1952 года в посёлке Липовец Липовецкого района Винницкой области Украины.
После окончания в 1971 году Винницкого техникума железнодорожного транспорта направлен на работу в Прибайкалье, в Нижнеудинск.
В мае 1971 года был призван на службу в Советскую Армию. Службу проходил в Забайкалье, в ракетных войсках. После окончания службы в мае 1973 года вернулся в родные места. Работал на железной дороге мастером дистанции пути.
Это было время, когда по всей стране разворачивались масштабные стройки, над многими из которых шефствовал Ленинский комсомол. Разворачивались работы на Западно-Сибирском, Братско-Усть-Илимском, Экибастузском, Южно-Якутском территориально-производственных комплексах, магистрального газопровода Уренгой — Госграница СССР. Александру Бондарю же выпала доля строить железные дороги.
15 марта 1974 года страна услышала слово «БАМ». На заседании в Алма-Ате, посвящённому 20-летию начала освоения целины, в своей речи Генеральный секретарь ЦК КПСС Леонид Ильич Брежнев сказал:

«Байкало-Амурская магистраль — железная дорога, которая пересечёт всю Восточную Сибирь и Дальний Восток… Вдоль неё вырастут посёлки и города, промышленные предприятия и рудники… Эта стройка станет всенародной. В ней примут участие все республики и, в первую очередь, наша молодёжь…»
26 апреля 1974 года на XVII съезде ВЛКСМ БАМ был объявлен всесоюзной ударной комсомольской стройкой. На съезде было принято решение о создании Всесоюзного ударного отряда имени XVII съезда ВЛКСМ. 600 молодых энтузиастов из 20 республик, краев и областей нашей Родины стали почётными гостями XVII съезда ВЛКСМ, который вручил им комсомольские путёвки.
27 апреля 1974 года на строительство БАМ выехал первый десант из состава отряда, в состав которого вошли комсомольцы Москвы, Ленинграда, всех союзных республик. Командиром отряда стал бригадир «Ангарстроя», делегат XVII съезда ВЛКСМ, Герой Социалистического Труда Виктор Иванович Лакомов.
2 мая 1974 года первая группа бойцов Всесоюзного ударного отряда под командованием Петра Петровича Сахно вертолётами была доставлена из Усть-Кута на место будущей станции Таюра (впоследствии названной Звёздной). Среди них был и А.В. Бондарь.
Бригада Александра Бондаря, позже ставшая известной не только на трассе, но и в стране, начинала свою работу с вырубки просеки под трассу, строительства деревянных мостов на притрассовой дороге, сооружения водопропускных труб. Работала на балластировке пути. Пока члены бригады жили и работали в Звёздном, коллектив становился крепким, спаянным и дружным. Немалую роль в этом сыграл и сам Александр Васильевич.
К тому моменту, когда за перевалом Даван магистраль перешагнула границу Бурятии, бригадой В.И. Лакомова было уложено уже более 300 километров пути. В этот момент Виктор Лакомов, являвшийся депутатом Верховного Совета СССР от Иркутской области, принимает трудное для себя решение — дальше не идти. Этого требовали интересы его избирателей. 28 октября 1978 года на митинге на станции Дабан Виктор Иванович Лакомов передал символический путейский молоток представителю треста «Нижнеангарсктрансстрой». Члены его бригады поддержали своего бригадира. Его бригада в полном составе переехала на укладку вторых путей на участке Тайшет — Лена — самом «узком» месте на всей ВСЖД.
В сложившейся ситуации по решению начальника Главбамстроя К. В. Мохортова укладка пути была доверена комсомольско-молодёжной бригаде А. В. Бондаря — как наиболее опытной, квалифицированной и надёжной.
Так они оказались в Кичере. Построили себе дома, целую улицу, которую назвали Театральной. Театральной — потому что театр, руководимый Анатолием Байковым, занимал особое место в жизни бригады. Профессиональный режиссёр, ранее он работал в клубе Звёздного. Но чувствуя, что на этой громкой стройке его работа на ниве культуры недостойна настоящего мужчины, решил уйти в бригаду Бондаря.
Под его руководством и при участии бригады были поставлены такие спектакли, как «Город на заре», «До третьих петухов», «Молодая гвардия», «Заседание парткома»… Слава театральных постановок «бондаревцев» гремела по всему БАМу. А самих членов бригады театр вдохновлял на новые трудовые победы.
В тяжелейших природных условиях, преодолевая горы и реки, сибирскую стужу, летнюю жару и досаждающую мошкару, бригадой было уложено без малого 600 километров железнодорожного пути — до самой Балбухты, до «золотого звена».
В 1983 году А.В. Бондарь заочно закончил Иркутский институт инженеров железнодорожного транспорта.
Именно бригадой Бондаря уложены рельсы на Северомуйском обходе — железнодорожном пути через Ангараканский перевал Северо-Муйского горного хребта — уникальном инженерно-техническом комплексе и одновременно удивительно красивом месте, которое называют «золотой пряжкой» БАМа.
В августе 1984 года на участке Таксимо — Витим комсомольско-молодёжная бригада Александра Бондаря установила мировой рекорд скорости укладки железнодорожного полотна: 5400 метров за сутки. Это достижение до сих пор никем не превзойдено. На вопрос, как удалось достичь этого, Александр Васильевич отвечает буднично-просто:

Это был единый порыв — вперёд, к Витиму, к стыковке. Перед нами работали наши товарищи — взрывники, бульдозеристы, экскаваторщики, водители. Шла отсыпка земполотна. Мы — монтёры пути, не могли позволить себе подвести их…
29 сентября 1984 года на разъезде Балбухта в Читинской области в 10 часов 10 минут по московскому времени сомкнулись рельсы БАМа. Комсомольско-молодёжные бригады Александра Бондаря и Ивана Варшавского, шедшие навстречу друг другу долгие 10 лет, встретились, ознаменовав тем самым открытие сквозного движения поездов на всем протяжении Байкало-Амурской магистрали (строительство БАМа завершилось в 1989 году, когда магистраль была сдана в постоянную эксплуатацию).

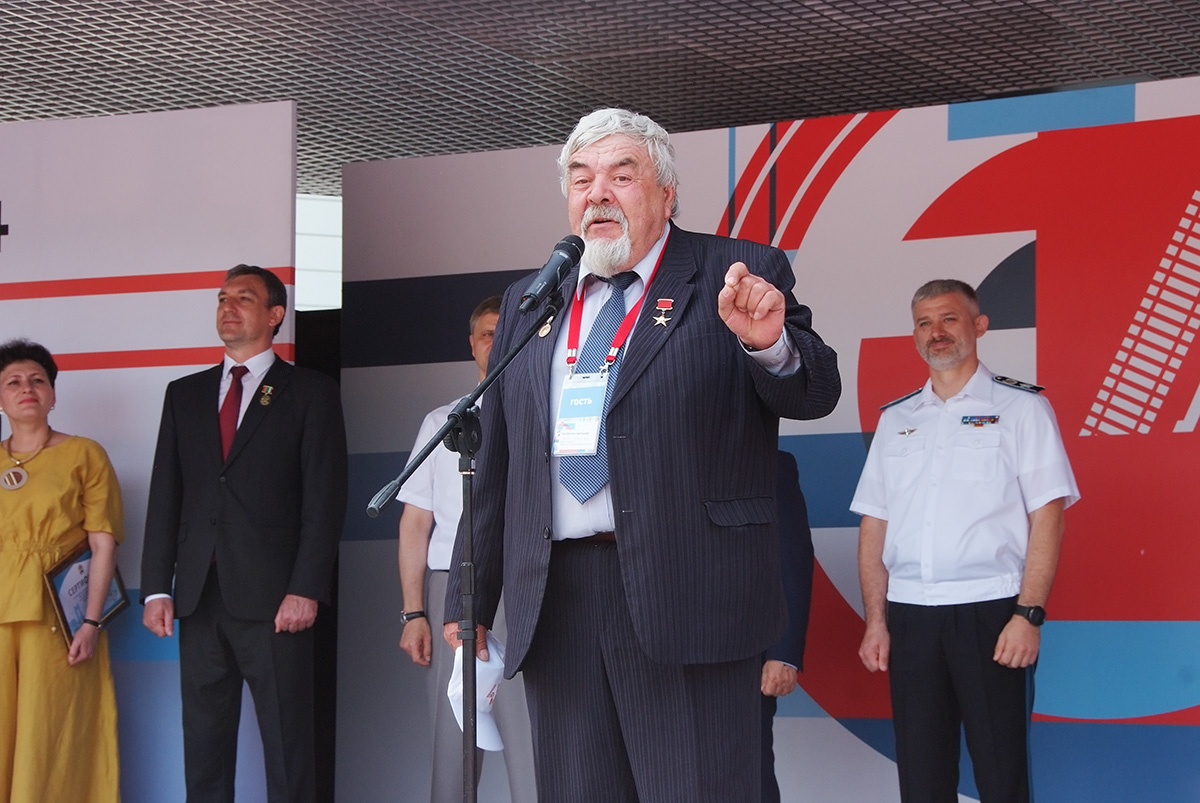
На праздновании 45-летия начала интенсивного строительства БАМа, Тында, 7 июля 2019 года

Путейцам из бригады Бондаря принадлежит идея памятника, который ныне установлен на месте стыковки в Балбухте: два рельсовых звена, сходящихся наверху, с прибитыми к шпалам табличками с названиями бамовских станций Западного и Восточного участков. Наверху они соединены общей шпалой, на которой прикреплена табличка с надписью «Балбухта». Он сделан руками членов его бригады и ветеранами БАМа — командиром первого десанта на Таюру Петром Сахно, Виктором Лакомовым, который возглавил отряд имени XVII съезда ВЛКСМ и которого многие бамовцы считали отцом и учителем; инженером из Кичеры Александром Рябковым.
После стыковки А. В. Бондарь продолжал работать на БАМе — сначала строймастером, а затем прорабом в СМП-581 треста «Нижнеангарсктрансстрой» (НАТС), заместителем начальника по производству в СМП-607 этого же треста.
С сентября 1986 по 1989 год был председателем Дорпрофсожа транспортных строителей Забайкалья.
С 1993 года работал в Якутии, пройдя путь от прораба стройучастка в Алдане до начальника оперативной группы строительства подъездного пути Улак — Эльга, гендиректора Балтийской строительной компании № 22 и главного специалиста инжиниринговой корпорации «ТрансСтройВосток».
В Якутии по инициативе Бондаря в 2006 году на строительстве железнодорожной линии Томмот — Кердем был организован молодёжный отряд монтёров пути «Юность Якутии». Он также был наставником молодых бойцов студенческого строительного отряда «Легион Молодой гвардии — Леке», который в течение пяти лет трудился на этой стройке.
15 ноября 2011 года Бондарь вновь появился на экранах телевизоров, теперь рядом с президентом Дмитрием Медведевым на празднике укладки «золотого» звена на самых ближних подступах к Якутску. На станции Нижний Бестях рядом с Якутском было уложено «золотое звено»Амуро — Якутской железной дороги (АЯМ). Укладкой этого «золотого» звена командовал Александр Бондарь, Герой Социалистического Труда, почётный гражданин Республики Саха (Якутия).
А. В. Бондарь умер 20 ноября 2021 года в Москве от острой сердечной недостаточности. Согласно завещанию Александра Васильевича, часть его праха захоронена на Новосходненском кладбище (Химки, Московская область), рядом с могилами сына и дочери. Вторая часть праха будет доставлена на разъезд Балбухта, где произошла стыковка Байкало-Амурской железнодорожной магистрали.

## Награды
- Герой Социалистического Труда (1984);
- Орден Ленина (1984);
- Медаль «За строительство Байкало-Амурской магистрали»;
- Медаль «За трудовую доблесть»;
- Лауреат Премии Ленинского комсомола (1979);
- Почётный гражданин Республики Саха (Якутия) (2011)[11]

## Память
В 2022 году в тындинском музее истории Байкало-амурской магистрали была проведена встреча ветеранов-бамовцев с молодёжью, посвящённая памяти А. В. Бондаря и его бамовскому наследию.